# Ервін Бартке
Ервін Бартке (нім. Erwin Bartke; 28 квітня 1909, Кенігсберг — 29 березня 1945, Норвезьке море) — німецький офіцер, оберлейтенант-цур-зее резерву крігсмаріне.

## Біографія
1 серпня 1940 року вступив на флот. З червня 1941 року — 2-й вахтовий офіцер на підводному човні U-403. З грудня 1942 по січень 1943 року пройшов курс командира човна. З 1 лютого 1943 по лютий 1944 року — командир U-488, на якому здійснив 2 походи (разом 151 день в морі), з 5 липня 1944 року — U-1106. 21 березня 1945 року вийшов у свій перший і останній похід. 29 березня U-1106 був потоплений в Норвезькому морі, на північ від Шетландських островів, глибинними бомбами британського бомбардувальника «Ліберейтор». Всі 46 членів екіпажу загинули.

## Звання
- Рекрут (1 серпня 1940)
- Штурмансмат резерву (1 грудня 1940)
- Штурман резерву (1 квітня 1941)
- Лейтенант-цур-зее резерву (1 вересня 1941)
- Оберлейтенант-цур-зее резерву (1 червня 1943)

## Нагороди
- Нагрудний знак підводника (22 квітня 1942)
- Залізний хрест
  - 2-го класу (9 вересня 1942)
  - 1-го класу (1943)
- Фронтова планка підводника в бронзі (4 жовтня 1944)